# DBDU (однострій)
Однострій DBDU (англ. DBDU, Desert Battle Dress Uniform — дослівно Пустельний бойовий однострій) — військовий однострій з 6-колірним деформаційним камуфляжем, призначений для посушливих та пустельних умов, який використовувався Збройними силами США з початку 1980-х до середини 1990-х років, зокрема під час війни в Перській затоці. Попри те, що ще наприкінці XX століття армія США відмовилася від використання однострою DBDU, станом на початок 2020-х років він все ще широко використовується по всьому світу військовими інших країн.

## 6-колірний камуфляж «Шоколадні дрібки»
Однострій DBDU був розроблений в 1962 році. За кроєм однострій був аналогічним однострою BDU, але використовував не лісовий камуфляж Woodland, а пустельний камуфляж, відомий як 6-колірний пустельний візерунок (англ. Six-Color Desert Pattern) або в розмовній мові як камуфляж «Шоколадні дрібки» (англ. Chocolate-Chip Camouflage) чи «Тісто для печива» (англ. Cookie Dough Camouflage). Камуфляж отримав свої прізвиська через те, що він нагадує тісто для печива з шоколадними дрібками. Він складається з основного візерунка світло-бежевого кольору, накладеного на широкі смуги блідо-зеленого кольору та широкі смуги коричневого кольору у двох відтінках. По ним розкидані скупчення чорних і білих плям, які імітують камінці та їхні тіні.

## Історія

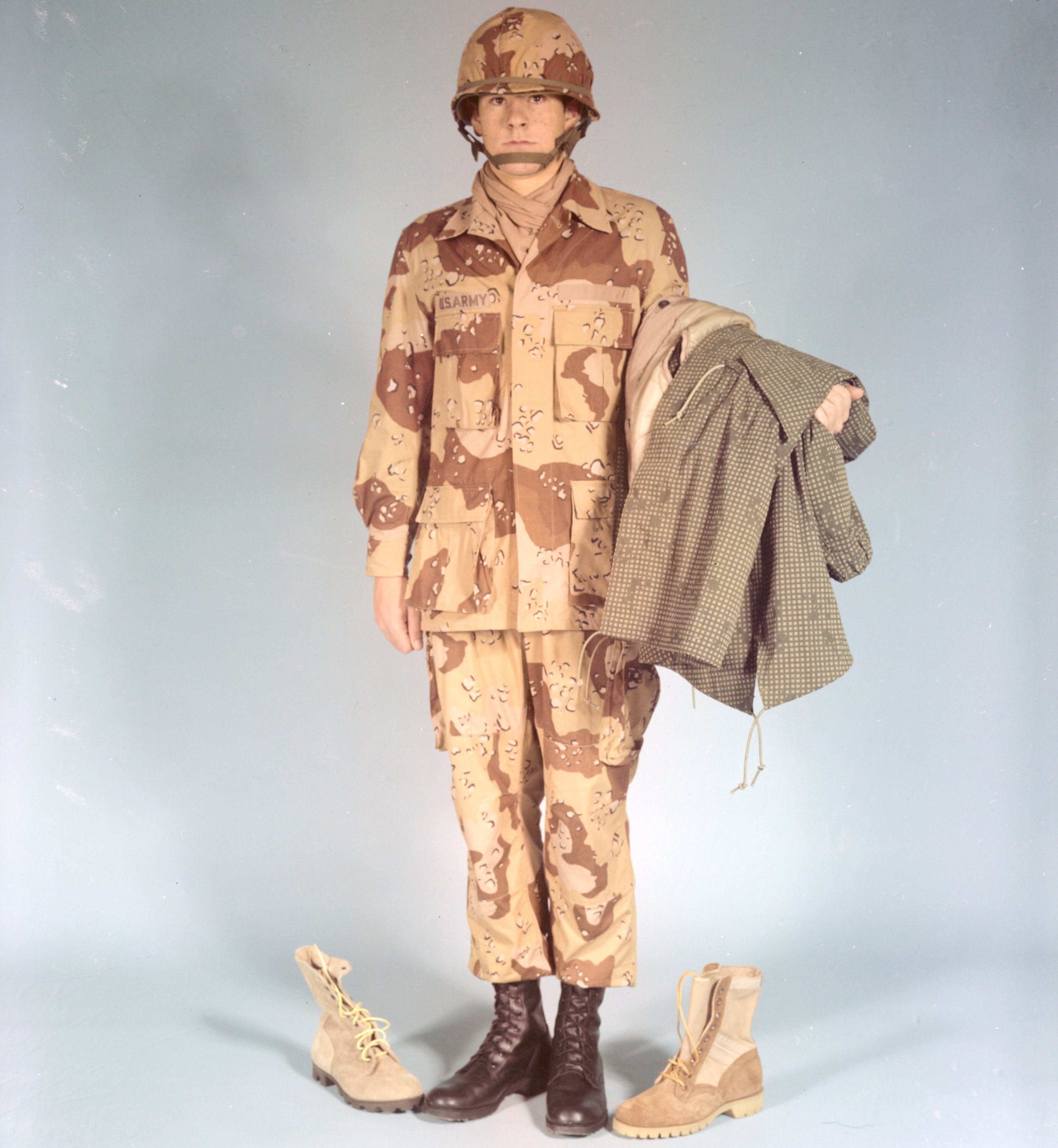
Рання версія однострою DBDU (фото 6 грудня 1976 року).

Хоча камуфляж «Шоколадні дрібки» став широко відомий лише під час війни в Перській затоці, він був розроблений десятиліттями раніше — у 1962 році. Армія США, вважаючи, що колись може виникнути необхідність втрутитися в арабо-ізраїльські конфлікти, розробила тестовий зразок, використовуючи як модель пустелі південного заходу Сполучених Штатів. Коли військові дії на Близькому Сході припинилися, тестовий зразок було законсервовано. Створення Сил швидкого розгортання США (англ. Rapid Deployment Force — RDF) у 1979 році, завданням яких було діяти на Близькому Сході та захищати інтереси США в регіоні Перської затоки, призвело до того, що знову виникла потреба в камуфляжному одязі для пустелі.

### Армія США
Однострій DBDU був унікальним, оскільки починаючи з місії з порятунку американських заручників в Ірані в 1980 році ним оснащувались лише окремі підрозділи армії США. Він був виданий лише в обмеженій кількості, наприклад 82-й повітряно-десантній дивізії або 101-й повітряно-десантній дивізії США, які були розгорнуті в Єгипті та Синайській пустелі для участі в навчаннях «Яскрава зірка» в грудні 1980 року. Проте з 1981 по 1992 рік однострій DBDU був першим і єдиним одностроєм армії США, функціонально призначеним для бойових дій в пустелі.

### Корпус морської піхоти США

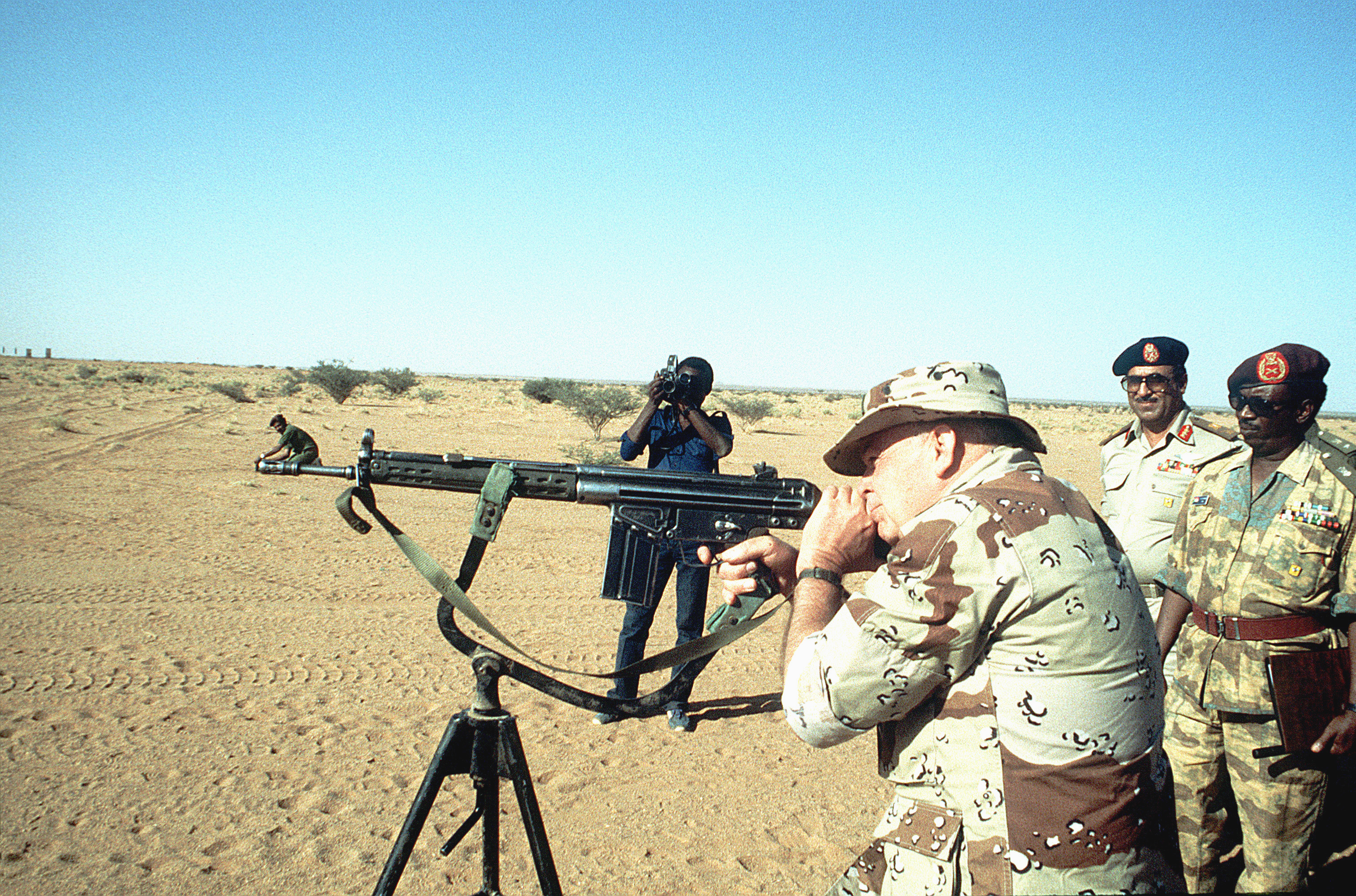
Генерал-лейтенант Роберт С. Кінгстон (на передньому плані) під час навчань BRIGHT STAR '82, за участю військ США, Єгипту, Судану, Сомалі та Оман

Як і в армії, DBDU почав видаватись морським піхотинцям США під час їх участі в навчаннях «Яскрава зірка» на початку 80-х років, а з 1985 року стали їхньою стандартною бойовою уніформою. Цей однострій використовувався Корпусом морської піхоти США з 1982 по 1995 рік.

### ВПС США
Вперше виданий у 1982 році для їх участі та розгортання в посушливих регіонах, DBDU був основною уніформою ВПС США в пустелі з 1982 по 1993 рік.

### ВМС США
Як і інші підрозділи Збройних сил США, ВМС США почали обмежений випуск DBDU на початку 80-х і стали стандартними до 1985 року. З початку 80-х до середини 90-х вона залишалася основною бойовою уніформою ВМС у пустелі.

### Берегова охорона США
Берегова охорона була останнім підрозділом, який отримав залишки випуску DBDU в середині-кінці 1980-х років.

### Використання в бойових операціях

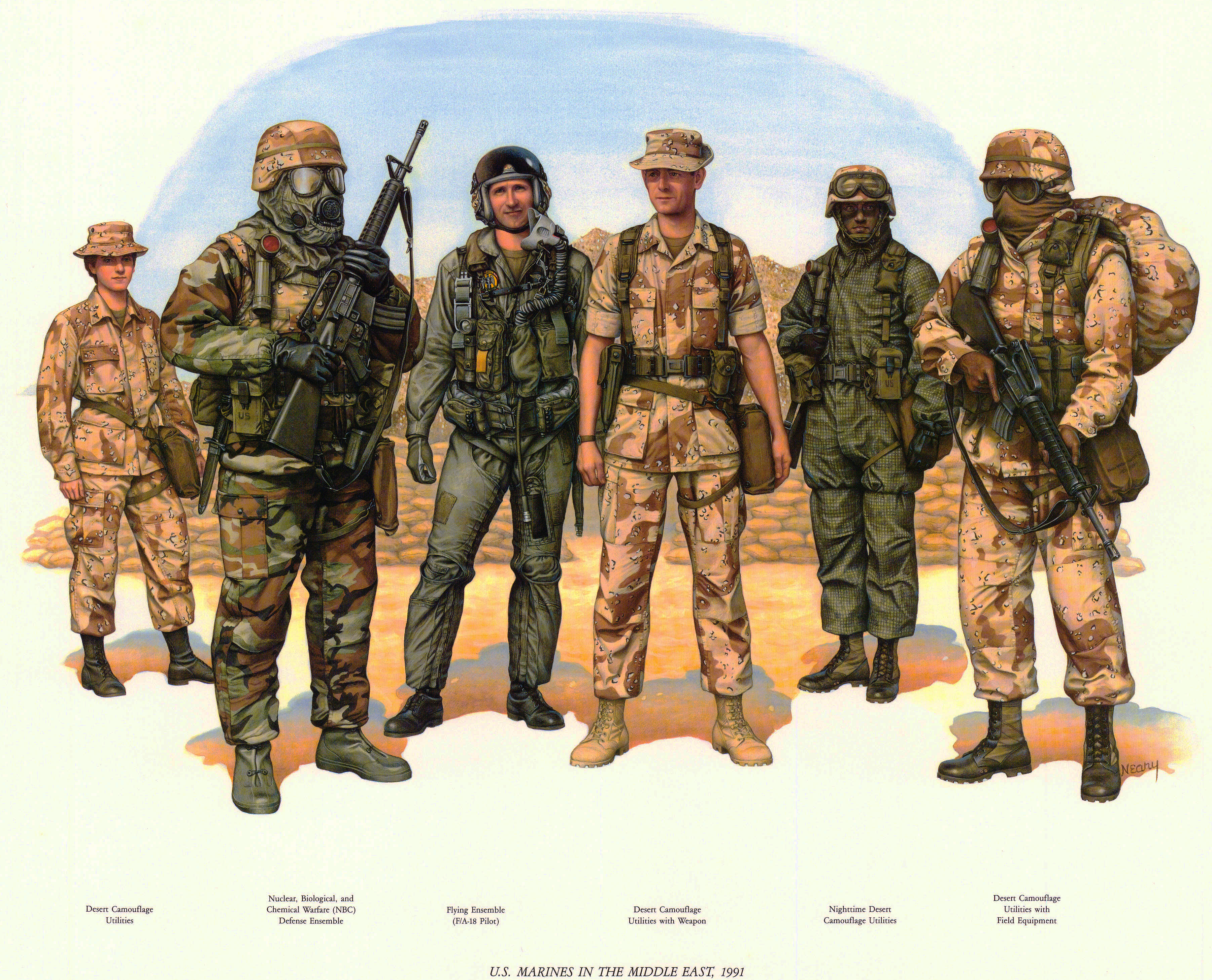
Малюнок морської піхоти США у війні в Перській затоці в одностроях DBDU

Однострої DBDU з 6-колірним пустельним камуфляжем надійшли на озброєння армії США в 1981 році одночасно з одностроями BDU з камуфляжем Woodland і використовувались в обмеженій кількості американськими військовими підрозділами, які брали участь у навчаннях «Яскрава зірка» в Єгипті, що проходили раз на два роки в 1980-х роках, а також миротворцями FORSCOM, приписаними до Багатонаціонального Сили та спостерігачі в єгипетській Синайській пустелі, але до війни в Перській затоці не випускався у великій кількості. Проте є докази того, що камуфляж із шестиколірним пустельним візерунком використовувався до 1981 року, зокрема фотографії американських військових, які брали участь в операції «Орлиний кіготь» у квітні 1980 року, використовуючи цей камуфляж під час невдалої спроби врятувати співробітників посольства США, які були заручниками.
Під час війни в Перській затоці модель DBDU не мала популярність серед американських солдат. Відгуки користувачів свідчили про те, що дизайн надто сильно контрастував з рельєфом, заважаючи камуфляжу ефективно зливатися. Шість кольорів також були дорожчими у виробництві, ніж три-чотири кольори, і потреба в камуфляжі, який би був придатний для використання в будь-якій пустелі, призвела до потреби в новій пустельній камуфляжній формі. Natick Soldier Center армії США розпочав пошук заміни. Зразки піску та землі з Близького Сходу були виміряні на оптичне та інфрачервоне відображення, і на основі цих статистичних даних було створено сім пробних моделей. Візерунки були оцінені в чотирнадцяти різних пустельних місцях і звужені до одного найкращого. Отриманий у результаті «Desert Camouflage Pattern: Combat» був стандартизований у 1990 році, але не був готовий до того, як війська були розгорнуті в Саудівській Аравії під час війни в Перській затоці, тож під час цієї компанії військові США продовжували використовувати шестиколірні DBDU. Під час тієї війни, за ініціативою генерала Нормана Шварцкопфа, шестиколірний DBDU виготовлявся зі 100 % бавовняного попліну без армуючих панелей, щоб покращити комфорт у спекотних умовах пустелі. Всього було замовлено 500 000 покращених бавовняних BDU. Однак проблеми з вартістю спричинили припинення виробництва бавовняного шестиколірного DBDU незабаром після війни в Перській затоці.

### Заміна

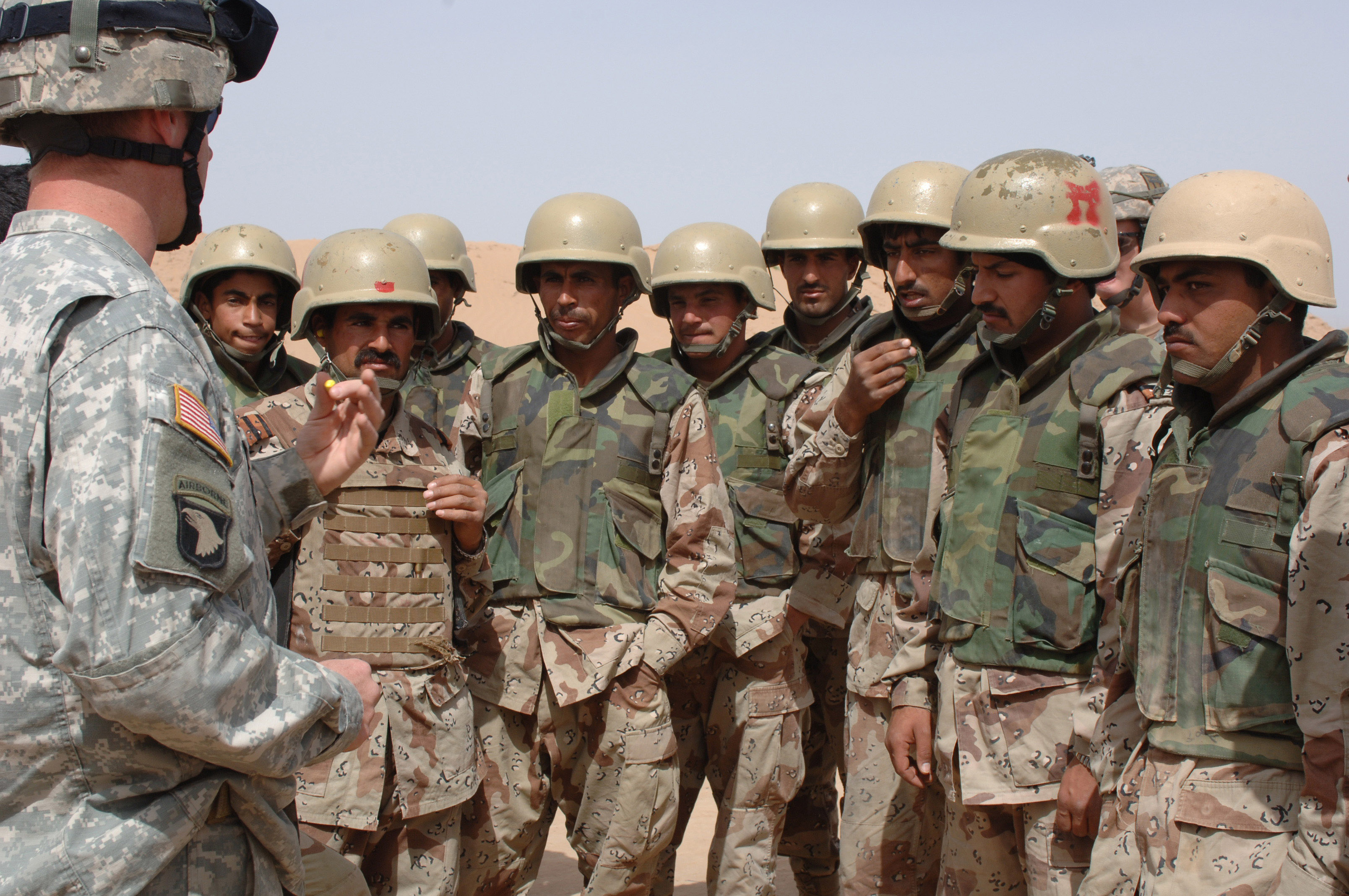
Іракські солдати у 2006 році в DBDU

Перша партія одностроїв DCU з новим 3-х колірним пустельним камуфляжем (англ. 3 Color Desert Pattern) надійшла на Близький Схід, коли військові дії вже припинилися. Камуфляжний візерунок, офіційно випущений на новому пустельному однострої DCU на початку 1990-х років, складався з тонкої суміші великих пастельно-зелених і світло-коричневих форм, з рідкісними вузькими червонувато-коричневими плямами, що призвело до того, що дизайн отримав неофіційну назву візерунок «Пляма від кави».
Обидва візерунки ненадовго використовувалися разом під час перехідного періоду, особливо під час операції «Відродження надії» та операції «Готичний змій» (деякі рейнджери армії США під час останньої час від часу носили нові триколірні DCU разом із кевларовими чохлами для шоломів, які зберігали старий шестиколірний візерунок). Такий же одяг носили також солдати 10-ї гірської дивізії під час битви при Кала-і-Джангі у 2001 році). Під час операції «Яскрава зірка» в 1995 році особовий склад Третьої армії носив триколірну форму, тоді як війська з Форт-Брегг (330-й MCC) носили шестиколірну форму під час 75-денних навчань. Під час вторгнення в Ірак у 2003 році американські військові не використовували DBDU, а замість цього переважно використовували триколірний візерунок DCU і меншою мірою камуфляж MARPAT.

## Спадщина

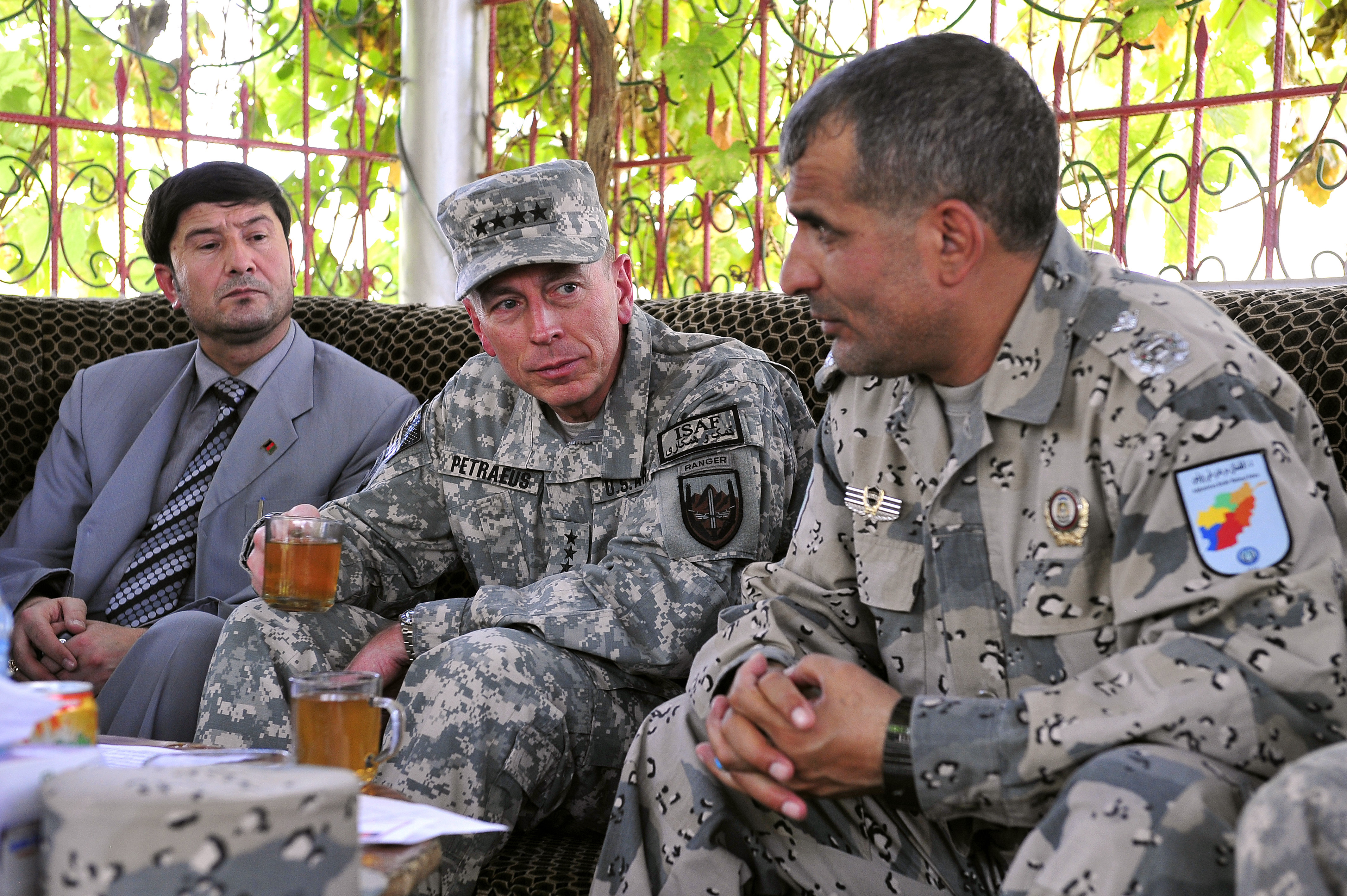
Девід Х. Петреус зустрічається з командувачем афганської прикордонної поліції генералом Абдулом Халілом Бахтеном у саудівському однострої DBDU в сіро-блакитній колірній гамі

Станом на початок 2010-х років однострої з камуфляжем «шоколадні дрібки» все ще широко використовувались в усьому світі, не дивлячись на те, що армія США вже давно відмовилась від них. Уніформа, подібна до одностроїв DBDU була видана для Національної гвардії Іраку до її розпуску у 2004 році та для іракських сил безпеки. Південнокорейські сили використовували в обмеженій кількості з 1993 року варіант із коричневим, який замінив чорний в оригінальному дизайні США; цей південнокорейський дизайн також був випробуваний в Об'єднаних Арабських Еміратах. Національна гвардія Оману використовує візерунок, у якому шоколадні дрібки поєднується з «амебою», тоді як Національна гвардія Саудівської Аравії та Кувейту використовує сірий варіант дизайну камуфляжу «шоколадні дрібки». Саудівці також використовують сіро-чорно-білу «міську» варіацію, а поліція носить синю версію того самого дизайну; Палестинська поліція також використовує уніформу з синім шоколадним малюнком. Південноафриканський камуфляж «Soldier 2000» схожий на американський DBDU. Клон камуфляжу DBDU з використанням темно-коричневого, середньо-коричневого, пляшково-зеленого та сірувато-зеленого кольорів на додаток до чорно-білих камінчиків використовується в Казахстані.

## Галерея

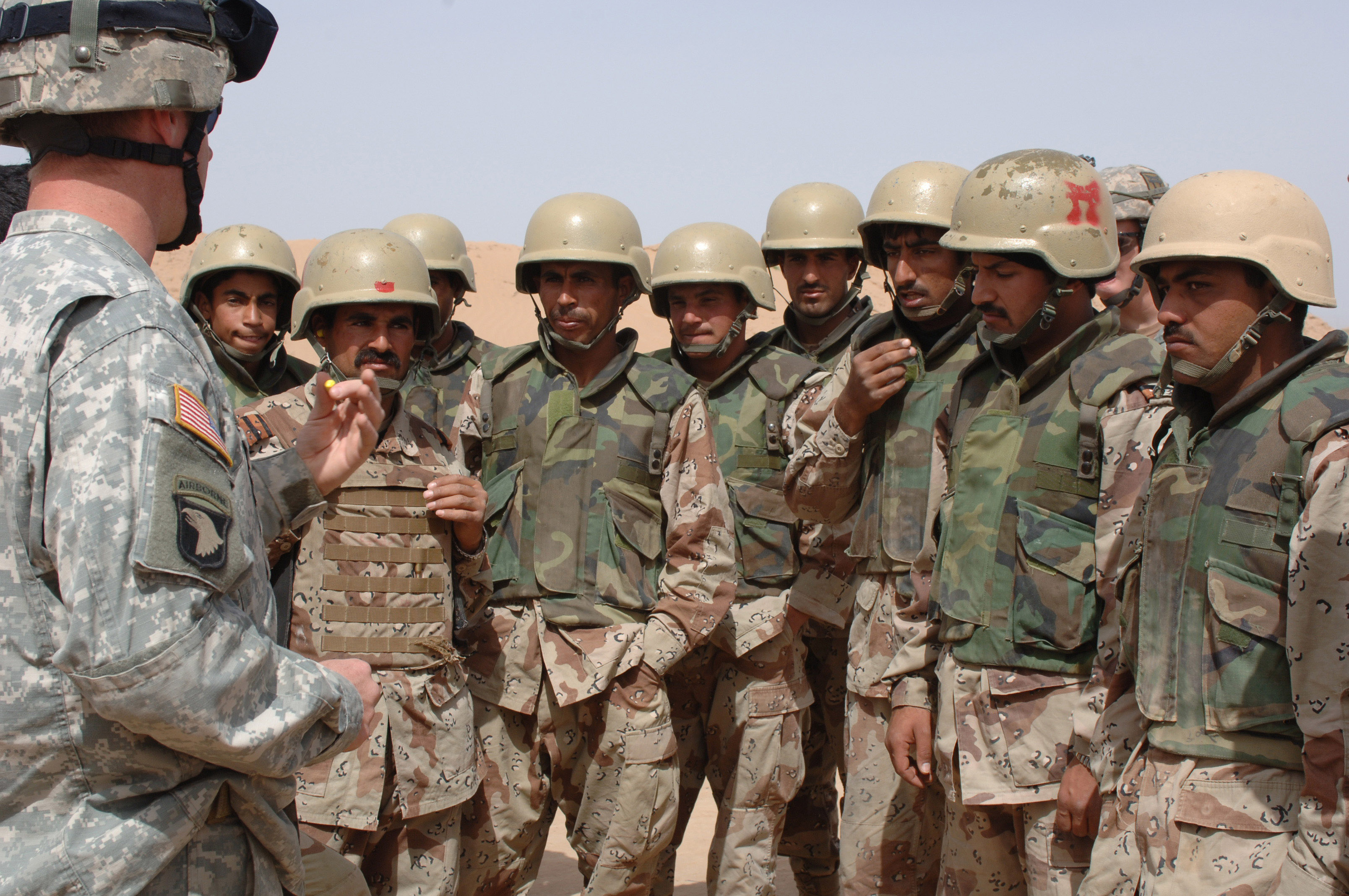
Іракські військові в одностроях DBDU, 2006
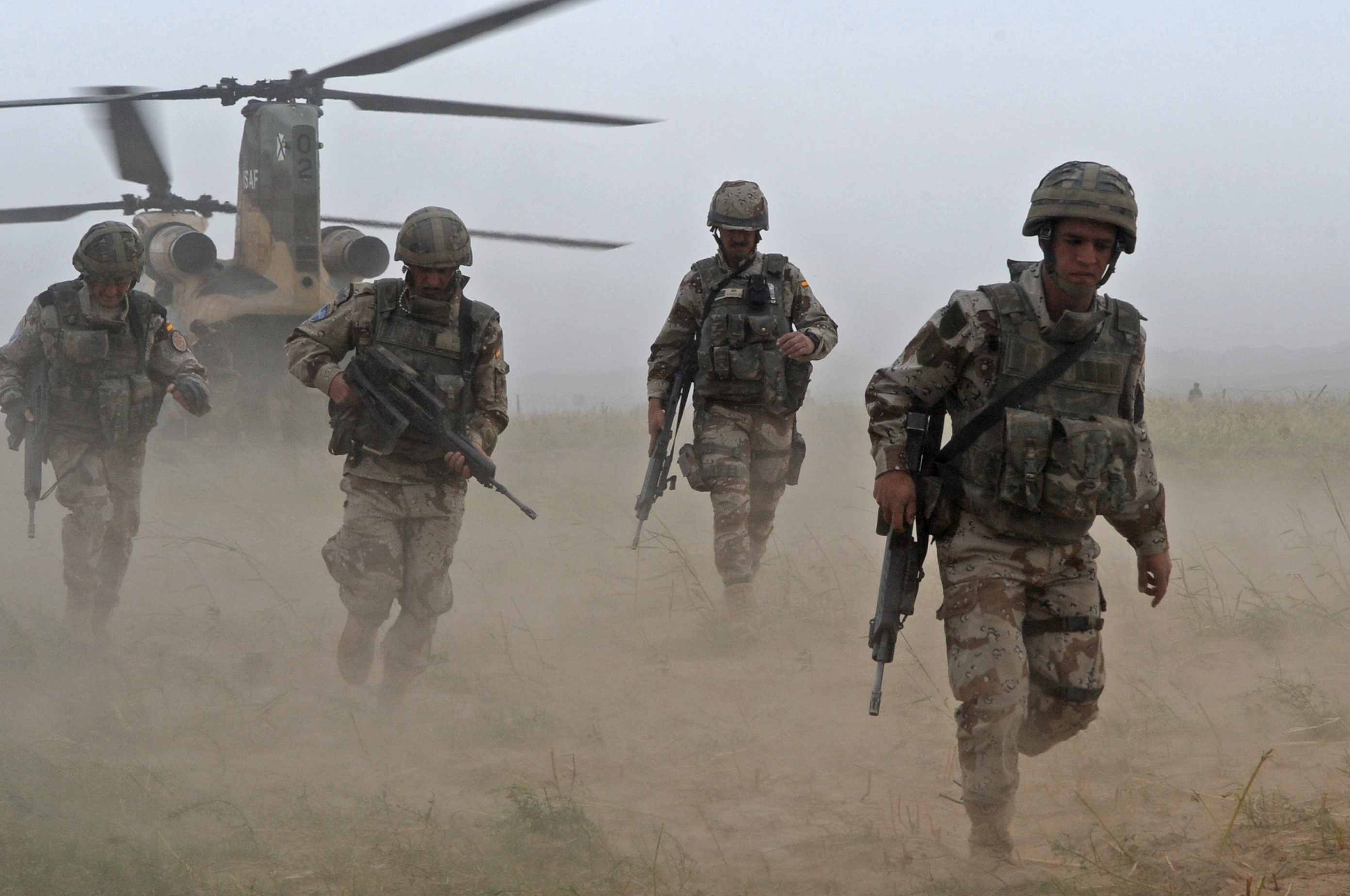
Іспанські солдати в одностроях з камуфляжем «шоколадні дрібки», Афганістан, вересень 2008 року.
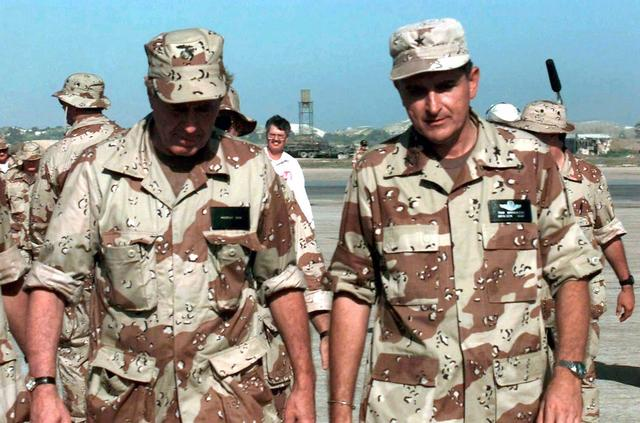
Президент США Джордж Буш-старший та генерал Микалайчик в аеропорту Могадішо, січень 1993.
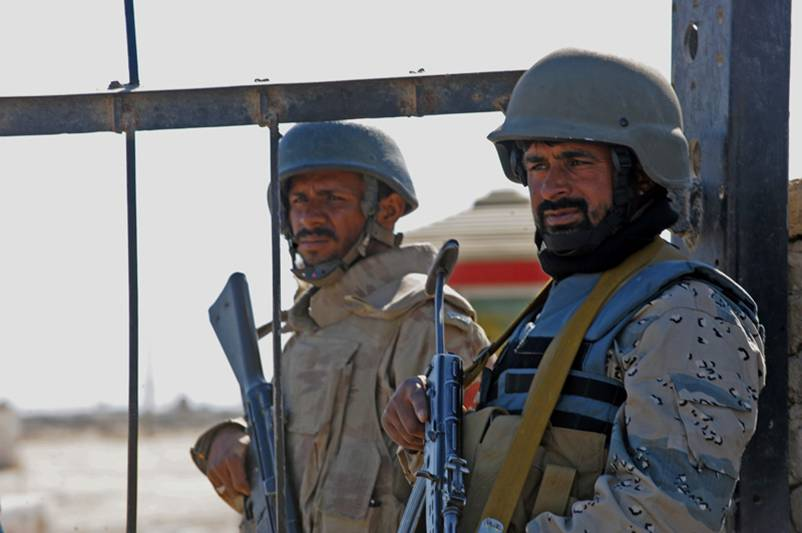
Афганський прикордонник (справа) в саудівському варіанті DBDU з сіро-блакитною колірною гамою с пакистанським колегою.
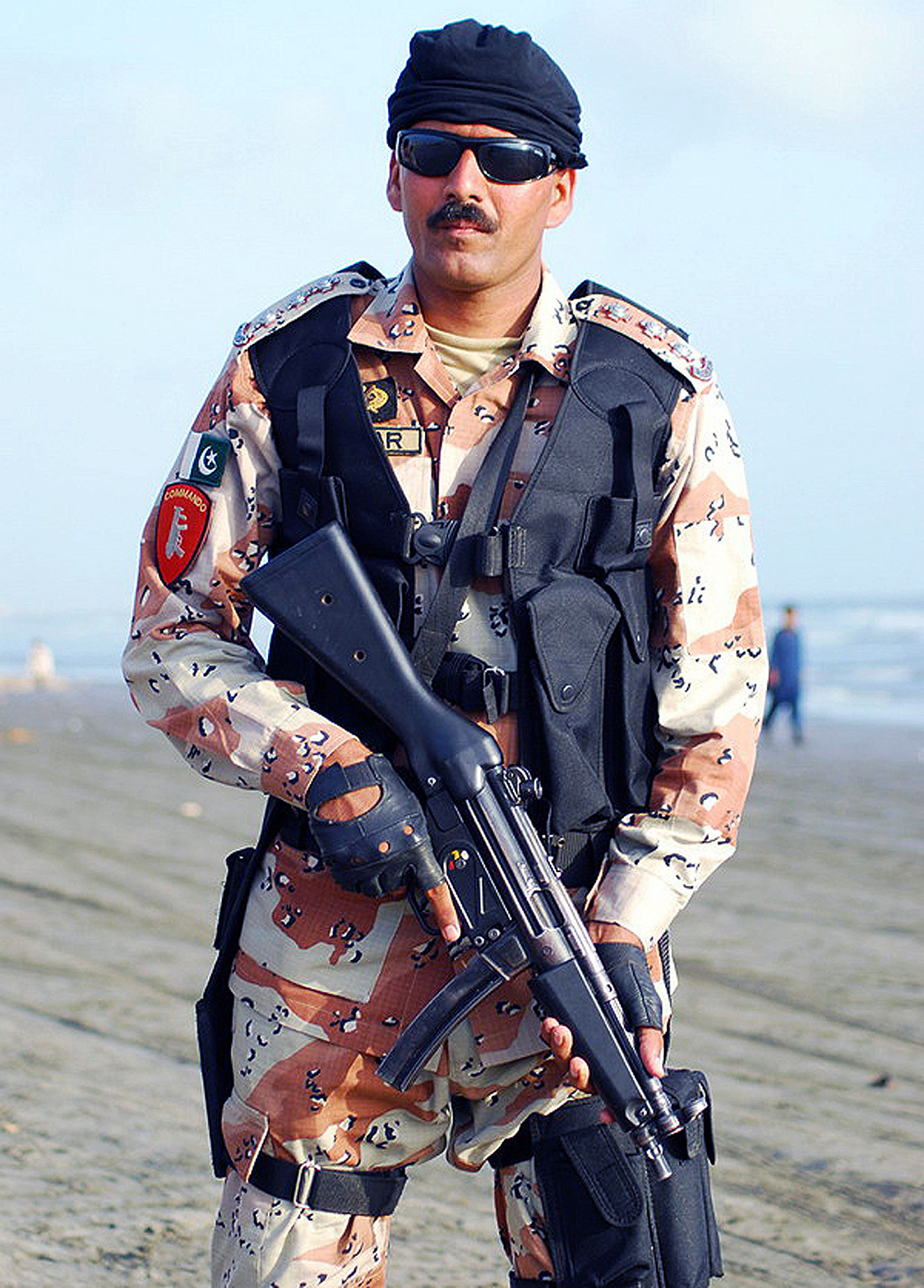
Пакистанський рейнджер в однострої DBDU.

## Користувачі
- Афганістан
- Аргентина
- Болівія
- Бразилія
- Чад
- КНР: виробляла свій власний камуфляжний однострій, з тканини з малюнком камуфляжу DBDU[9].
- Джибуті
- Домініканська Республіка
- Єгипет: виробляла свій власний камуфляжний однострій, з тканини з малюнком камуфляжу DBDU[9].
- Сальвадор
- Еритрея: виробляла свій власний камуфляжний однострій, з тканини з малюнком камуфляжу DBDU[9].
- Естонія
- Ефіопія
- Іран: використовувалась місцева версія камуфляжу DBDU[10].
- Ірак: раніше використовувався реформованою Іракською армією,[11][12] до її переходу на Пустельний камуфляжний однострій (DCU).
- Ірландія: використовувався ірландськими підрозділами під час миротворчої операції в Сомалі в 1993 році[13].
- Ізраїль: використовувався ізраїльськими військовими в неофіційній ролі[14].
- Японія
- Йорданія
- Казахстан
- Кувейт: використовувалась місцева версія камуфляжу DBDU[10].
- Лівія
- Малі
- Мексика
- Нігер
- Оман
- Пакистан: виробляла свій власний камуфляжний однострій, з тканини з малюнком камуфляжу DBDU[9].
- Палестина
- Парагвай[10]
- Перу[10]
- Філіппіни
- Руанда
- Саудівська Аравія: сіра версія камуфляжу DBDU використовувалась прикордонниками Саудівської Аравії[15][16][17], одночасно з 6-колірною версією[18].
- Сомалі: використовувався морською піхотою та береговою охороною Сомалі[19].
- Південна Корея: використовувався військовими Південної Кореї під час Війни в Іраку та Війни в Афганістані.
- Іспанія: виробляла свій власний камуфляжний однострій, з тканини з малюнком камуфляжу DBDU. Замінений камуфляжем Pixelado árido[9].
- Судан
- Сирія
- Таджикистан
- Таїланд
- ОАЕ
- Сполучені Штати Америки: стандартний камуфляж Збройних сил США в період з 1981 по 1995 роки
- Ємен